# حليف رئيسي خارج الناتو
حليف رئيسي خارج الناتو (بالإنجليزية: Major non-NATO ally)‏ اختصارا "MNNA"، هو تصنيف (لقب أو تسمية) تمنحه حكومة الولايات المتحدة الأمريكية للحلفاء المقربين الذين لديهم علاقات عمل إستراتيجية مع القوات المسلحة الأمريكية ولكنهم ليسوا أعضاء في منظمة حلف شمال الأطلسي (الناتو). وبالرغم من أن هذا التصنيف لا يمنح الدول اتفاقية دفاع مشترك مع الولايات المتحدة بشكل تلقائي، إلا أنه يمنح مجموعة متنوعة من المزايا العسكرية والمالية التي لا يمكن الحصول عليها من الدول غير الأعضاء في الناتو.

## تاريخ
اُنشأ تصنيف (حليف رئيس من خارج الناتو) لأول مرة في عام 1987 عندما أضاف الكونغرس القسم رقم 2350a والمعروف باسم تعديل سام نان [الإنجليزية] إلى العنوان رقم 10 (القوات المسلحة) من قانون الولايات المتحدة. تنص الفقرة على إمكانية إبرام اتفاقيات تعاون في مجال البحث والتطوير مع حلفاء من خارج الناتو من قبل وزير الدفاع وبموافقة وزير الخارجية. أولى الدول التي صنفت كحليف رئيس من خارج الناتو هي أستراليا ومصر وإسرائيل واليابان وكوريا الجنوبية. في عام 1996 تلقى الحلفاء الرئيسيون من خارج الناتو مزايا عسكرية ومالية إضافية عندما أضيف القسم 2321k إلى العنوان 22 (العلاقات الخارجية) من قانون الولايات المتحدة (المعروف أيضًا باسم القسم 517 من قانون المساعدة الخارجية لعام 1961)  والذي أضاف الحليف الرئيس من خارج الناتو إلى العديد من نفس الاستثناءات من قانون مراقبة تصدير الأسلحة التي كان يتمتع بها أعضاء الناتو، كما منح القانون رئيس الولايات المتحدة الأمريكية سلطة اختيار أي دولة واعتبارها حليف رئيس من خارج الناتو بعد ثلاثين يومًا من إخطار الكونغرس. عندما سن القانون، اعتبرت الدول الخمس الأولى حلفاء رئيسيين من خارج الناتو ثم أضيفت الأردن ونيوزيلندا إلى القائمة.

## المزايا

خريطة تحدد الدول الأعضاء في حلف الناتو (بالأزرق الداكن) والحلفاء الرئيسيين لحلف الناتو (بالبرتقالي)

تحصل الدول التي تسمى (حليف رئيسي من خارج الناتو) على المزايا التالية:
- الدخول في مشاريع البحث والتطوير التعاونية مع وزارة الدفاع الأمريكية على أساس التكلفة المشتركة.
- المشاركة في بعض مبادرات مكافحة الإرهاب.
- شراء قذائف اليورانيوم المنضب المضادة للدبابات.
- أولوية تسليم الفائض العسكري (تتراوح من حصص التقنين إلى السفن).
- حيازة مخزون الحرب الاحتياطي من المعدات المملوكة لوزارة الدفاع الأمريكية والتي يتم الاحتفاظ بها خارج القواعد العسكرية الأمريكية.
- قروض المعدات والمواد لمشاريع وتقييمات البحث والتطوير التعاوني.
- إذن لاستخدام التمويل الأمريكي لشراء أو استئجار معدات دفاعية معينة.
- التدريب المتبادل.
- معالجة تصدير تكنولوجيا الفضاء بشكل عاجل.
- السماح لشركات الدولة بتقديم عطاءات على عقود وزارة الدفاع لإصلاح وصيانة المعدات العسكرية خارج الولايات المتحدة.

## الشركاء الرئيسيون

### إسرائيل كشريك استراتيجي رئيسي
في ديسمبرعام 2014، أقر مجلس النواب الأمريكي قانون الشراكة الاستراتيجية بين الولايات المتحدة وإسرائيل لعام 2013. وبموجب هذا القانون أصبحت إسرائيل أعلى بدرجة واحدة فوق تصنيف (الحليف الرئيسي من خارج الناتو) مما يعني أنها ستتلقى دعمًا إضافيًا للدفاع والطاقة وتعزيز التعاون الأعمال والأكاديميين. بالإضافة إلى ذلك، دعا مشروع القانون الولايات المتحدة إلى زيادة مخزونها الاحتياطي الحربي في إسرائيل إلى 1.8 مليار دولار أمريكي. ولكن لم يتم التصويت على مشروع القانون، وبالتالي لم يتم تمريره أو لم يصبح قانونًا.

### الهند كشريك دفاعي رئيسي
في عام 2016، اعترفت الولايات المتحدة الأمريكية بالهند باعتبارها «شريكًا دفاعيًا رئيسيًا». جاء الوصف بعد أقل من شهر من تمرير مجلس النواب لقانون شراكة وشراكة تكنولوجيا الدفاع الهندية. سمح ذلك للهند بشراء تقنيات أكثر تقدمًا وحساسية تتساوى مع أقرب حلفاء وشركاء الولايات المتحدة.

## الدول
صنفت الدول التالية كحلفاء رئيسيين للولايات المتحدة من خارج الناتو (بحسب الترتيب الزمني):

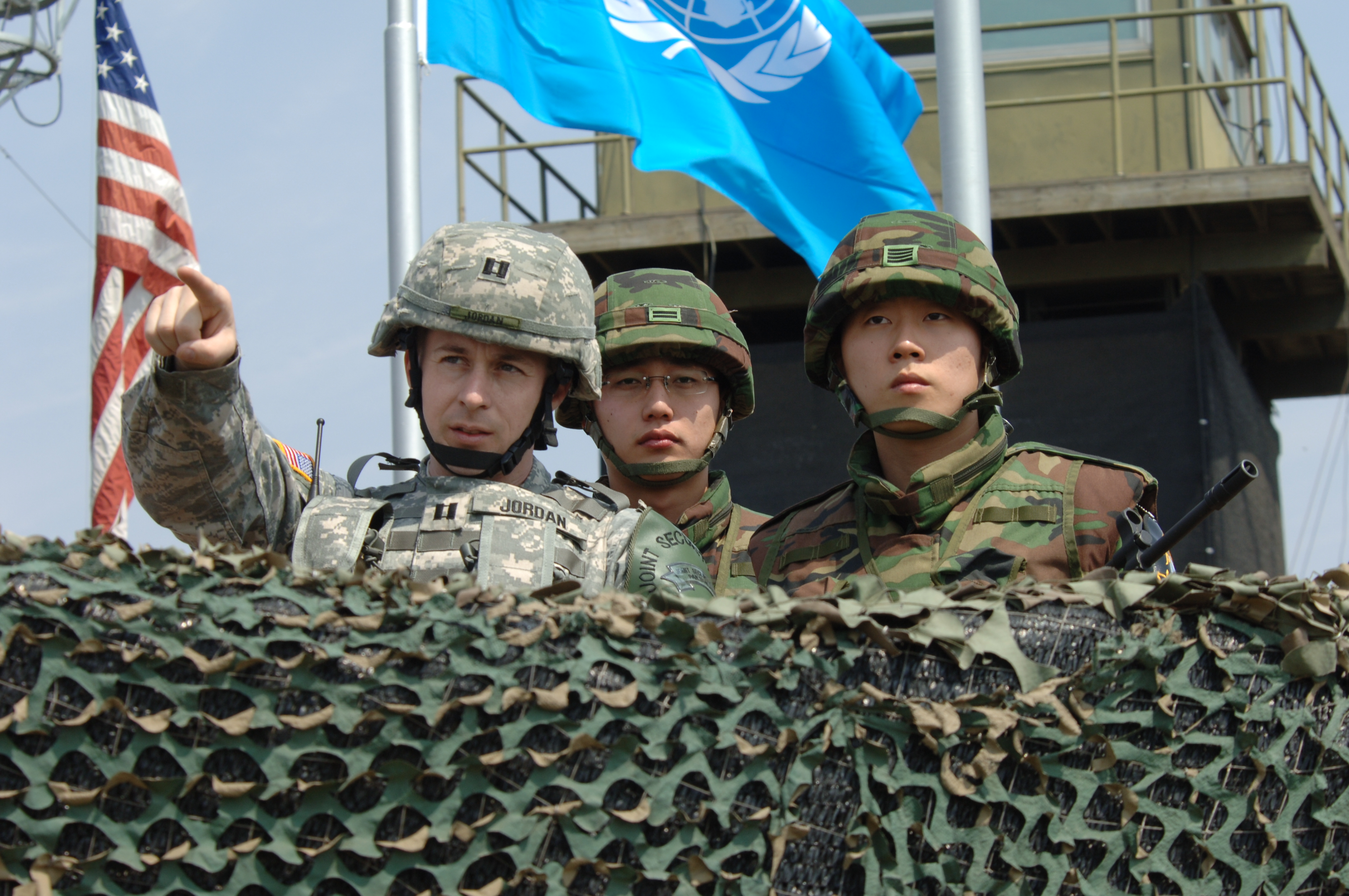
جنود كوريون جنوبيون وضابط بالجيش الأمريكي يراقبون المنطقة منزوعة السلاح الكورية عام 2008.

### من قبلجورج بوش الأب
- أستراليا (1989)
- مصر (1989)
- إسرائيل (1989)
- اليابان (1989)
- كوريا الجنوبية (1989)

### من قبلبيل كلينتون

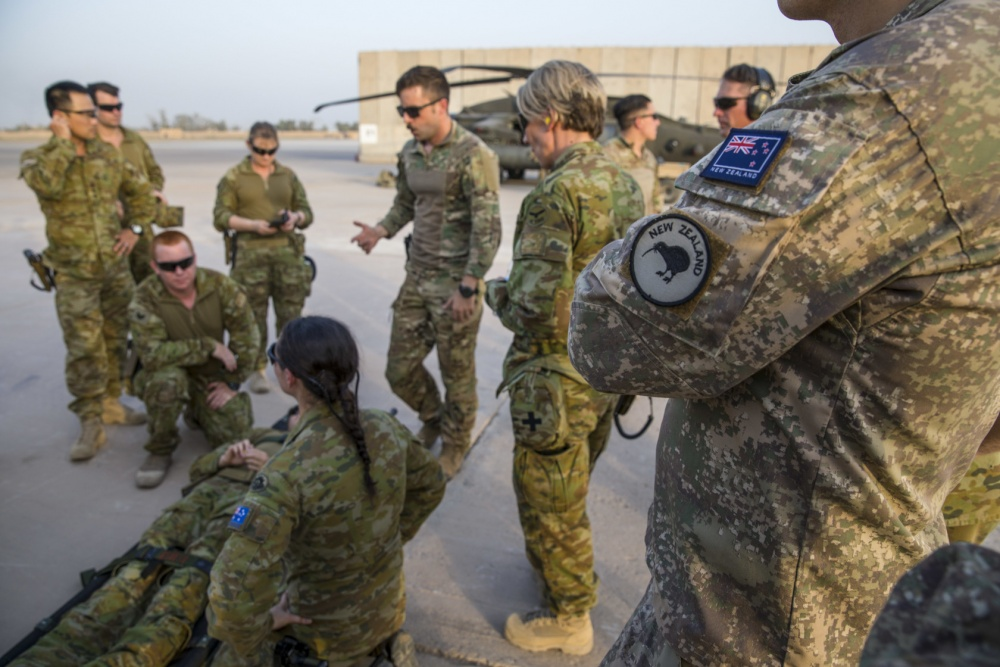
أفراد من قوات الدفاع الأسترالية وقوات الدفاع النيوزيلندية والجيش الأمريكي يجرون تدريبات طبية في معسكر تاجي في العراق عام 2018.

- الأردن (1996)
- نيوزيلندا (1997)
- الأرجنتين (1998)

### من قبلجورج بوش الإبن
- البحرين (2002)
- الفلبين (2003)
- تايلاند (2003)
- الكويت (2004)
- المغرب (2004)[12]
- باكستان (2004)

### من قبلباراك أوباما
- تونس (2015)[1]

### من قبلدونالد ترامب
- البرازيل (2019).[13][14]

### من قبلجو بايدن
- قطر (2022).[15]
- كولومبيا (2022)
- كينيا (2024).[16][17]

## حلفاء سابقون
- جمهورية أفغانستان الإسلامية (2012-2022)[18][19] صنفت من قبل الرئيس الأمريكي الأسبق باراك أوباما كحليف رئيسي من خارج الناتو عام 2012،[20][21] واستمرت على هذا الوضع بحكم القانون إلى أن استولت حركة طالبان على السلطة في عام 2021. في يوليو 2022 أخطرت إدارة الرئيس جو بايدن الكونجرس رسميًا لإلغاء وضع أفغانستان كحليف رئيس من خارج الناتو.[22][23]